# Folker Wittmann
ca. 

Folker H. Wittmann, ca. 2000

Folker Helfrid Wittmann (* 20. April 1936 in Karlsruhe) ist ein deutscher Physiker und emeritierter Hochschullehrer. Sein Spezialgebiet ist die Physik der Werkstoffe unter besonderer Berücksichtigung der Beständigkeit zementgebundener Werkstoffe.

## Leben und Wirken
Wittmann studierte nach dem Abitur am Markgrafen-Gymnasium in Karlsruhe-Durlach an der Technischen Hochschule Karlsruhe (heute KIT) Physik und Mathematik. Nach dem Vordiplom wechselte er zur Ludwig-Maximilian Universität (LMU) nach München. Mit einer Diplomarbeit auf dem Gebiet der Optik schloss er das Studium der Physik 1961 ab. 1965 promovierte er mit einer Arbeit zum Mößbauer-Effekt an der Technischen Universität München (TUM). Dort habilitierte er 1969 mit einer Arbeit zu den physikalischen Grundlagen der Eigenschaften der Werkstoffe des Bauwesens. Bis 1976 leitete er als Wissenschaftlicher Rat die Abteilung für Werkstoffphysik an der TUM. Bis 1980 hatte er den Lehrstuhl für Werkstoffe des Bauwesens an der Technischen Hochschule in Delft (Niederlande) inne. Von 1980 bis 1988 war er Professor für Werkstoffwissenschaften an der École polytechnique fédérale de Lausanne (EPFL) in der Schweiz und gleichzeitig Direktor der amtlichen Materialprüfstelle. Bis zu seiner Emeritierung 2001 war er danach Professor für Werkstoffe des Bauwesens an der ETH Zürich. Bis heute leitet er das Forschungszentrum für dauerhafte Werkstoffe des Bauwesens an der Qingdao Technological University in Qingdao, China. Gleichzeitig ist er Direktor des Aedificat Instituts Freiburg in Freiburg im Breisgau.
Als Gastprofessor wirkte Wittmann an der Leeds University (GB), am Politecnico di Milano, Italien, an der Tohoku University, in Sendai, Japan, an der Tongji University, Shanghai, und an der Tsinghua University, Peking, China.
In seinen wissenschaftlichen Arbeiten beschäftigte sich Wittmann zunächst mit der Kontrastübertragungsfunktion und der Apodisation in der Optik. Danach untersuchte er unter anderem die kolloidalen Eigenschaften der Hydratationsprodukte des Zementes mit Hilfe der Mößbauer-Spektroskopie. Viele Jahre stand die Forschung zu den physikalischen Grundlagen des Kriechens und Schwindens des Betons im Vordergrund. Ab 1970 widmete er sich vor allem der Bruchmechanik zusammengesetzter Werkstoffe. Er war maßgeblich beteiligt an der Entwicklung der nicht linearen Bruchmechanik. Nach 1990 konzentrierte er sich auf die Grundlagen der Beständigkeit der Werkstoffe des Bauwesens in aggressiver Umgebung.
Von 1985 bis 1987 war Wittmann Präsident der International Association for Structural Mechanics in Reactor Technology (IASMiRT), von 1994 bis 1996 Präsident der International Association of Fracture Mechanics of Concrete and Concrete Structures (IA-FraMCoS) und von 1995 bis 1997 Präsident der International Union of Laboratories and Experts in Construction Materials (RILEM). Von 2001 bis 2003 war Wittmann Gründungspräsident der International Association for Creep and Shrinkage of Concrete (IA-CONCREEP).
Wittmann war Präsident zahlreicher Technischer Kommissionen der RILEM.
Wittmann ist verheiratet und hat vier Kinder.

## Auszeichnungen
Wittmann ist seit 1991 Mitglied der Russischen Akademie für Technologische Wissenschaften, seit 1995 Ehrenmitglied der WTA, Wissenschaftlich-Technische Arbeitsgemeinschaft für Bauwerkserhaltung und Denkmalpflege, und seit 2008 Ehrenmitglied der RILEM, International Union of Laboratories and Experts in Construction Materials, Systems and Structures.
- 1976 RILEM Medal für grundlegende Forschung, die Basis des Münchner Models
- 1988 Ernennung zum Ehrenprofessor der EPFL
- 1998 Ehrendoktor (Dr.-Ing. h. c.) der Universität Duisburg-Essen
- 2010 Award of the PRC for International Cooperation in Science and Technology
- 2013 Ehrenbürger der Provinz Shandong, China
- 2014 Yuri Gagarin Medaille by Russian Academy of Architecture and Civil Engineering

## Schriften
Mehr als 500 Veröffentlichungen in führenden internationalen wissenschaftlichen Zeitschriften und in Berichtsbänden internationaler Konferenzen.
- Gründer und Herausgeber der internationalen Zeitschrift „Restauration of Buildings and Monuments“
- Mitglied des Board of Editors mehrerer internationaler Fachzeitschriften wie zum Beispiel Cement and Concrete Research
- Herausgeber von mehr als 20 Berichtsbänden internationaler Konferenzen
- Festschrift Wittmann, Advances in Building Materials Science, Aedificatio Publishers (1996)